# Allium pustulosum
Allium pustulosum — вид трав'янистих рослин родини амарилісові (Amaryllidaceae), населяє східну Туреччину, північний Ірак та північно-західний Іран.

## Поширення
Поширення: східна Туреччина, північний Ірак та північно-західний Іран.
Зростає у скелястих місцях (осипи, кам'янисті гірські схили тощо) та відкритих дубових лісах. Має відносно широкий висотний діапазон (800–2100 м н.р.м.).

## Використання
Вид їстівний і ймовірно збирається місцевими.

## Загрози й охорона
Загрозами є перевипас, урбанізація, туризм та відпочинок на природних територіях.
Немає активних охоронних дій.